# Strugi Krasnye
Strugi Krasnye è un insediamento di tipo urbano della Russia europea nordoccidentale, situato nella oblast' di Pskov; appartiene amministrativamente al rajon Strugo-Krasnenskij, del quale è il capoluogo.